# Ivonne Coll
Ivonne Coll (n. 18 de junio de 1947) es una ex Miss Puerto Rico convertida en actriz que interpretó el papel de "Yolanda" en la película El Padrino II.

## Primeros años
Ivonne Coll Mendoza nació en Fajardo, Puerto Rico, donde recibió su educación primaria y secundaria. Ella era una estudiante de honor y se graduó de la escuela Nuestra Señora del Pilar. Después se matriculó en la Universidad de Puerto Rico, donde estudió Ciencias Sociales.
Coll comenzó su carrera como modelo. En 1966, representó a la ciudad de Fajardo en el concurso de Miss Puerto Rico y ganó. En 1967, representó a la isla como Miss Puerto Rico en "Miss Universo", certamen que se celebró en Miami, Florida.

## Debut artístico
En 1969, Coll era una cantante de respaldo para Lucecita Benítez, cuando Benítez ganó el primer premio en el "Primer Festival de la Canción Latina del Mundo", que tuvo lugar en México. Ella también sirvió como respaldo para Chucho Avellanet, un ídolo popular adolescente en América Latina durante los años 1960 y 1970.
En 1971, Coll debutó como actriz en una local de la telenovela, llamado "El sirviente". En el mismo año también debutó como cantante solista en el "Club de Ocho Puertas", ubicado en San Juan.

## "Una chica llamada Ivonne Coll"
A finales de 1971, el dueño del canal de televisión 11 en Puerto Rico, el Sr. Rafael Pérez Perry vio el talento de Ivonne. La competencia del Canal 11 tuvo un show con una joven estrella con el nombre de Iris Chacón. Perry creyó que Coll podría tener un programa propio que sería capaz de competir con los otros canales y con Chacón. Por lo tanto, patrocinó el espectáculo que se llamó "Una chica Llamada Ivonne Coll" y que se extendió desde 1971 a 1975.
En 1976, Coll se trasladó a Los Ángeles, California, donde tomó clases de baile y canto en la Academia de las Artes Escénicas y Cine (Academy of Stage and Cinema Arts). Ella consiguió un papel en una obra de teatro llamada "Burning Beach", que se presentó en el American Place Theater.

## En los Estados Unidos
En 1979, Coll se trasladó a Nueva York, donde participó en varias producciones de Broadway de descuento tales como:
- "Spain 1980"
- "As You Like It"
- "Romeo and Juliet"
- "Macbeth"

Fue en Nueva York que el director de cine Francis Ford Coppola, la reclutó para el papel de "Yolanda", una cantante en el club nocturno de La Habana en la película El Padrino II. A pesar de que su papel era pequeño, la experiencia adquirida le serviría bien en el futuro. Ella fue acreditada como "Yvonne Coll".
Coll también participó en las siguientes producciones:
- "Orinoco"
- "The Masses Are Asses"
- "Medio Comuñas"
- "Goodbye Castro"
- "Pancho Diablo" con Fernando Allende y Sully Díaz

Ella ganó un A.C.E. Award por mejor actriz en "Orinoco". Cuando Coll no estaba actuando, estaba tomando clases. Ella asistió a H.B. Studios y Lee Strasberg Acting Studio.
Entre los aspectos de la televisión que ella hizo en los Estados Unidos fueron los siguientes:
- "Pacific Blue"
- "Crisis Center"
- "An American Family"
- "The Bold and the Beautiful"
- "Chicago Hope"
- "Malibu Shores"
- "NYPD Blue"
- "L.A. Law"
- "Under Cover"
- "Switched at Birth"
- "Glee"
- "Teen Wolf" como Araya Calavera
- "Jane the Virgin" (serie de televisión)
- "Lucifer (serie de televisión)"

## Últimos años
Cuando Coll regresó a Puerto Rico, fue invitada a participar en las producciones "La Verdadera Historia de Pedro Navaja" y "Paper Flowers". Ella también tenía un papel en la película producida localmente "La Gran Fiesta" y en el programa de televisión "Cuqui". En 2002 apareció en la película "Besos de Fuego". A partir de octubre de 2006, ha desempeñado el papel principal en "Mother Courage" de Bertolt Brecht en el Berkeley Rep Theater en Berkeley, California.

## Series
| Año       | Serie                           | Personaje       | Notas                      |
| --------- | ------------------------------- | --------------- | -------------------------- |
| 1988-1996 | L. A. Law                       |                 |                            |
| 2013-2017 | Teen Wolf (serie de televisión) | Araya Calavera  | Secundario                 |
| 2014-2019 | Jane the Virgin                 | Alba Villanueva | Principal                  |
| 2020      | Lucifer                         | Madre Superiora | Colaboración Temp.5 - Ep.5 |